# Hookeria asplenioides
Hookeria asplenioides là một loài Rêu trong họ Hookeriaceae. Loài này được (Brid.) Steud. mô tả khoa học đầu tiên năm 1824.